# King's Knot

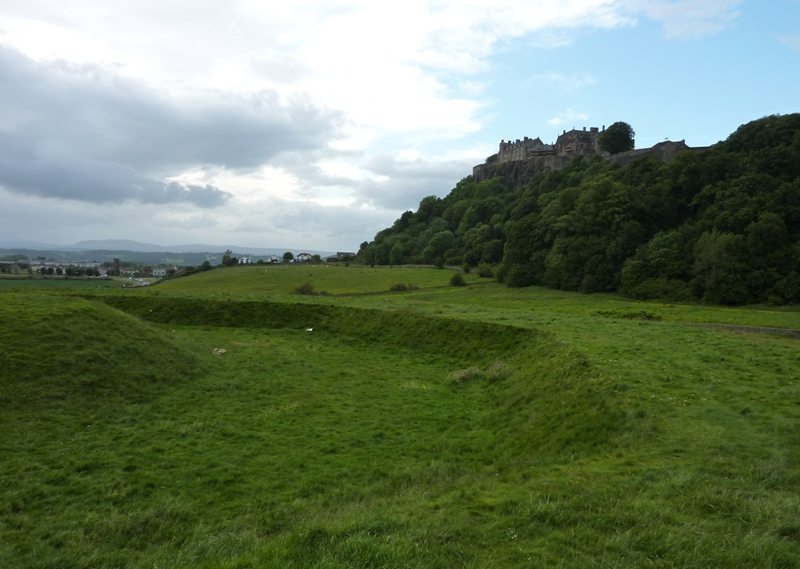
Het centrale aardwerk van de King's Knot met Stirling Castle op de rots aan de rechterzijde.

De King's Knot bestaat uit de overblijfselen van de formele tuinen van de koningen van Schotland, gelegen aan de voet van de heuvel van Stirling Castle in Stirling in de Schotse regio Stirling.

## Geschiedenis
Ten zuidwesten van Stirling Castle waren al zeker ten tijde van Jacobus IV van Schotland hoftuinen en vermoedelijk al eerder.
De tuinen konden via de Nether Bailey aan de westzijde van de rots, waarop Stirling Castle staat, bereikt worden. Een mogelijke route via de zuidwestelijke zijde ging verloren met de aanleg van de esplanade in 1809. Vanaf 1625 werkte de Engelse tuinier William Watts in de tuinen. In deze periode werden de aardwerken, die in de 21e eeuw nog zichtbaar zijn, aangelegd. De rekeningoverzichten van de Master of Works geven aan dat er in de gaard en tuin van de koning werkzaamheden werden verricht in de periode 1628-1629.
Het uitbreiden en herstellen van de tuinen werd uitgevoerd in verband met de komst van Karel I van Engeland in 1633.

## Beschrijving
In de 21e eeuw zijn enkel de met gras begroeide aardwerken van de tuin overgebleven. Centraal ligt een octagonale heuvel (in het Engels ook wel knot genoemd) met drie getrapte lagen. Erop bevinden zich paden aangelegd in een vierkant. Ten noorden van de heuvel bevindt zich een lager aardwerk met paden in een kruispatroon die leiden naar een centraal vierkant gevormd door paden waarin zich een cirkel bevindt.
De aardwerken vormden hoogstwaarschijnlijk het centrum van een formele tuin waarbij de lijnen waren geaccentueerd met lage heggen langs de paden.
De tuinen waren omringd door een kanaal.
Schrijvers als Sir David Lindsay hebben gespeculeerd over de opgeworpen heuvel in het centrum van de aardwerken; ze noemden de heuvel de basis van de Ronde Tafel van koning Arthur. Het is mogelijk dat Jacobus IV, die zelf geïnteresseerd was in de Arthur-legendes, gekozen had voor deze vorm als referentie naar deze legendes.
Een merkwaardigheid is dat het centrale aardwerk niet aanwezig is op tekeningen van het kasteel uit 1673-1674 door Vorsterman of op kaarten uit 1725 en 1740. De laatstgenoemde kaart toont daarentegen wel een extra laag opgeworpen aarde ten noorden van de centrale aardwerken, die nauwelijks meer zichtbaar is. Aangezien het centrale aardwerk zeker is opgericht in de jaren twintig van de zeventiende eeuw is het mogelijk dat er meer restauraties hebben plaatsgevonden.
In de volksmond wordt de King's Knot ook wel de Cup and Saucer (kop-en-schotel) genoemd.

## Beheer
De King's Knot wordt sinds 1999 beheerd door Historic Scotland en is vrij toegankelijk. De tuin is bereikbaar door een poort op de hoek van Dumbarton Road en Kings Park Road in Stirling.